# Sekbandemirli, Tavşanlı
Sekbandemirli là một xã thuộc huyện Tavşanlı, tỉnh Kütahya, Thổ Nhĩ Kỳ. Dân số thời điểm năm 2008 là 261 người.